# Шульц, Андрей
Андрей Шульц (латыш. Andrejs Šulcs, Андрейс Шулцс; 14 мая 1910 года, Микельторнис, Виндавский уезд, Курляндская губерния, Российская империя — 25 ноября 2006 года, Латвия) — латвийский художник ливского происхождения.

## Биография
Андрей Шульц родился в рыбацкой семье. После получения среднего образования в Вентспилсе в 1930 году поступил в Латвийскую художественную академию. В 1940 году работал учителем в Реньге. С 1945 по 1968 год был директором Вентспилсского музея истории. В 1954 году основал в Вентспилсе музей Морского рыболовства под открытым небом.
Андрей Шульц был моряком, работал топографом, участвовал во Второй мировой войне, был членом ливского общества.
В 1997 году был награждён высшим орденом Латвии Трех Звезд

## Профессиональная деятельность
В 1938 году защитил дипломную работу «Рига».
Шульц — убеждённый маринист, в его пейзажах особое место отведено морю. Стиль живописи маслом у Шульца со светлым, живым колоритом, ритмической игрой площадей красок, в которой детали создают композиции, очевидно, в традициях школы Пурвитиса («Nemierīgā jūra. Jahtas» 1982, «Tālā reisā Ziemeļjūrā» 1989, «Baltijas jūra» 1992). Шульц работал в одной мастерской с Карлисом Падегсом.
Первая профессиональная выставка А. Шульца состоялась в 1931 году в Вентспилсе. С тех пор регулярно выставки проходили в Риге, Вентспилсе, Тукумсе и других городах Латвии. Особенно активное участие в выставках начал принимать с 1980 года, когда полностью смог себя посвятить живописи.
Выставлялся также в Эстонии, Финляндии, США, Канаде, Бразилии.